# Belén García
Belén García Espinar (La Ametlla, Barcelona, España, 26 de julio de 1999) es una piloto de automovilismo y saltadora de pértiga española. En 2021 y 2022 compitió en el campeonato femenino de W Series, resultando quinta en su segunda temporada. Es la primera mujer en ganar una carrera europea de Fórmula 4 en 2019, además de vencer en las 4 Horas de Le Castellet con un LMP3 y resultar medalla de plata en los Motorsport Games de la FIA en 2024.
Es la hija del piloto de rally José Luis García, quien también es el CEO de la compañía de cronometraje deportivo Al Kamel Systems. Conjuntamente con su carrera automovilística, fue también competidora  de salto con pértiga.

## Carrera

### Fórmulas

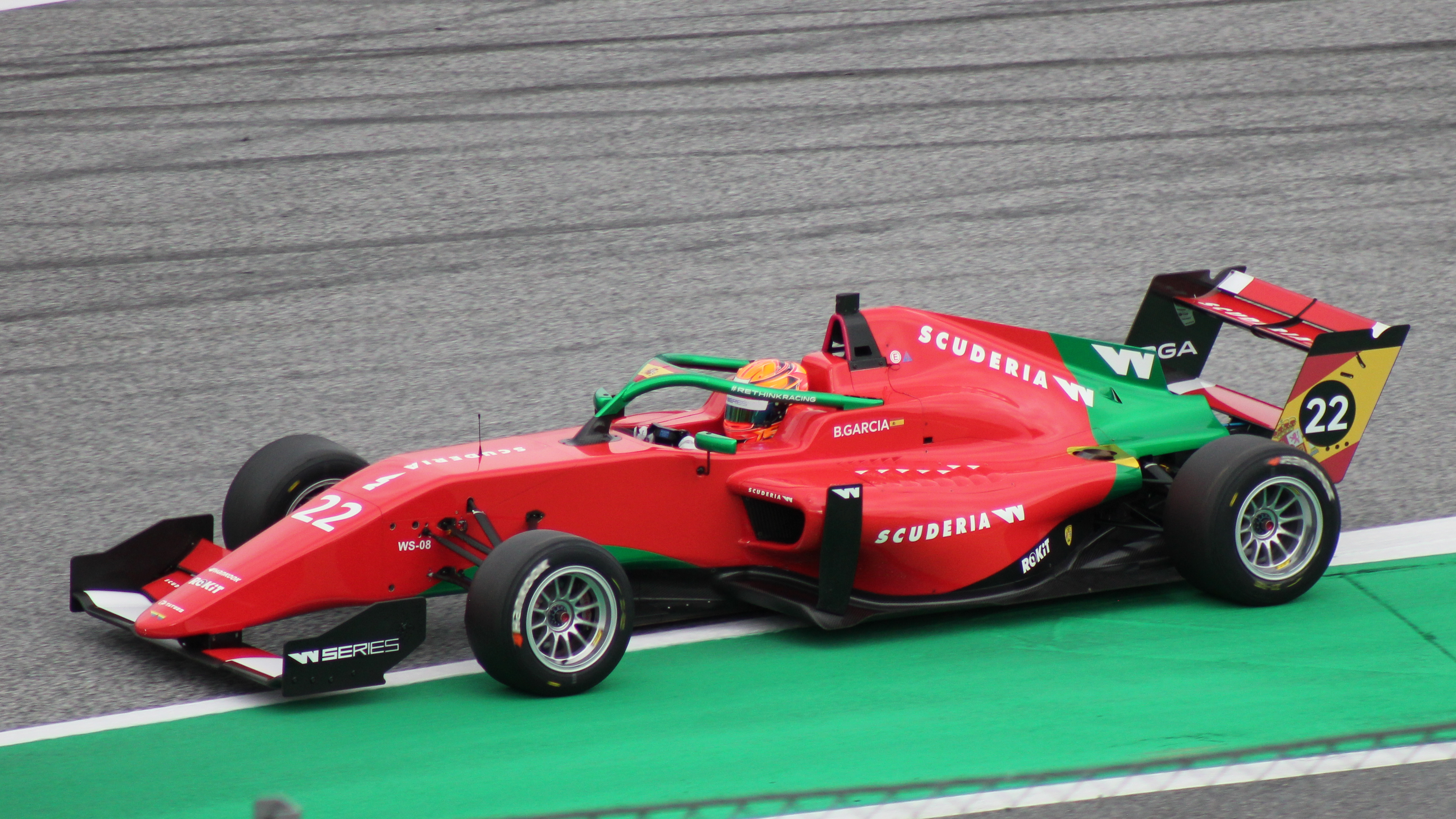
Belén García en el Red Bull Ring con la W Series en 2021

García hizo su debut profesional en automovilismo en la temporada 2019 del Campeonato de España de F4. Se convirtió en la primera mujer en ganar una carrera europea de Fórmula 4 tras ganar en la segunda ronda del Circuito de Navarra. Pese a ello, su segundo mejor resultado fue el 7.º puesto. Terminó el campeonato en la 16.ª plaza, ganando el Trofeo Femenino. A finales de año compitió en nombre de su país para representarlo en el Campeonato de Motorsport Games de la FIA (en la categoría de F4). Se clasificó en 12.ª posición y en carrera terminó en la 6.ª plaza.
En 2020, la piloto catalana se clasificó para las W Series, una competición de Fórmula 3 exclusivo para mujeres. Esta competición se canceló debido a la pandemia de COVID-19, y en su lugar se celebró una competición de eSports, donde quedó en octavo puesto con 211 puntos.
En 2021, debutó en la W Series, mientras también competía a tiempo parcial en la Temporada 2021 del Campeonato de Fórmula Regional Europea con G4 Racing como preparación. Fue protagonista en la ronda de apertura de la temporada de la W Series en el Red Bull Ring donde se clasificó en tercer lugar, pero descendió al noveno lugar después de irse larga en la curva 6 y luego volvió a remontar para terminar la carrera en cuarto lugar. Sin embargo, no pudo replicar tal desempeño en el resto del año, y finalmente terminó décima en la clasificación con 28 puntos. 
En 2022 sigue en la W Series, donde se le nota la mejoría respecto a la temporada anterior y logra un segundo puesto como mejor resultado en Paul Ricard. Tras terminarse el campeonato 3 rondas antes de lo previsto por problemas económicos, Belén queda quinta clasificada justo por delante de las otras dos españolas participantes en el certamen Marta García y Nerea Martí.

### Prototipos

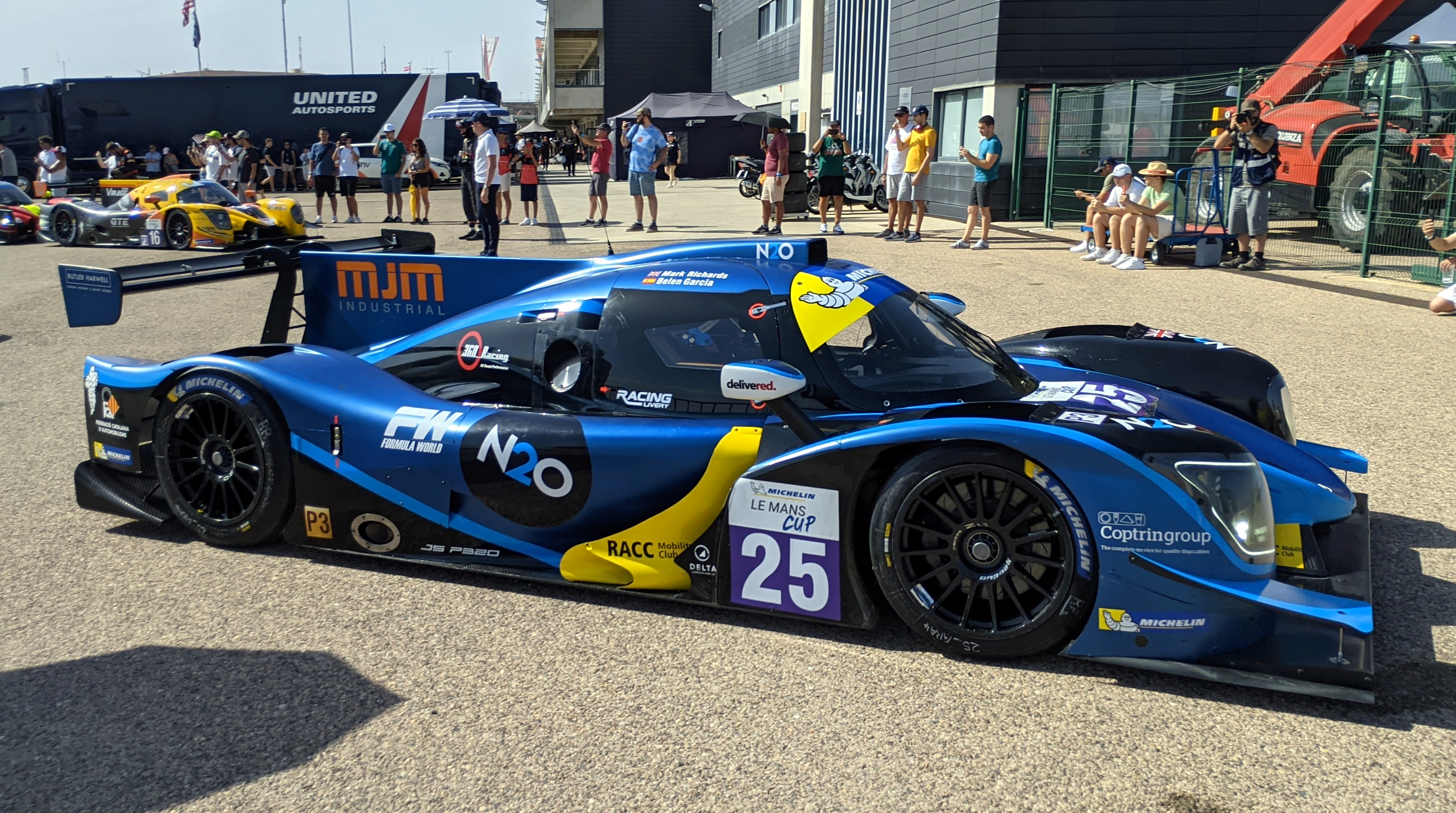
LMP3 de Belén García en la ronda de Motorland Aragón 2023 de la Le Mans Cup

A finales de dicho 2022 tras el final de las W Series, participa en la Michelin Le Mans Cup donde debuta con los prototipos al pilotar un LMP3 en la última ronda disputada en el Autódromo Internacional do Algarve para quedar en decimoséptima posición. Posteriormente disputa las 4 Horas de Le Castellet de la Ultimate Cup francesa y su Ligier LMP3 logra imponerse a los otros 18 participantes. Siguiendo con los LMP3, en 2023 disputa la temporada de la Asian Le Mans Series con el Graff Racing a modo de pretemporada para disputar su primera Le Mans Cup, quedando en undécima posición final. En la Michelin Le Mans Cup participa con la escudería 360 Racing, con el británico Mark Richards como compañero principal. Pese a que el inicio de la temporada no es bueno al no puntuar en las 4 primeras carreras, esto cambia para las 3 últimas, que las termina en quintas plazas consiguiendo la vuelta rápida el ronda final y terminando décimos en la general con 30 puntos.
En 2024 se suma a la European Le Mans Series en la categoría LMP3 con DKR Engineering, donde junto a sus compañeros Wyatt Brichacek y Alexander Mattschull logran un podio y una pole en las tres primeras carreras, sin embargo en la cuarta disputada en Spa-Francorchamps, Belén decide abandonar el equipo por problemas de adaptabilidad con el coche.

## Resumen de carrera
| Temporada | Categoría                                            | Equipo                      | Carreras | Victorias | Poles | VR | Podios | Puntos | Pos. |
| --------- | ---------------------------------------------------- | --------------------------- | -------- | --------- | ----- | -- | ------ | ------ | ---- |
| 2018      | Copa Kobe de Circuitos                               | NM Racing Team              | 4        | 0         | 0     | 0  | 0      | 45     | 18.ª |
| 2019      | Campeonato de España de Fórmula 4                    | Global Racing Service       | 21       | 1         | 0     | 0  | 1      | 35     | 14.ª |
| 2019      | Campeonato de Motorsport Games de la FIA - Fórmula 4 | España                      |          |           |       |    |        |        | 6.ª  |
| 2021      | Campeonato de Fórmula Regional Europea               | G4 Racing                   | 8        | 0         | 0     | 0  | 0      | 0      | 39.ª |
| 2021      | W Series                                             | Scuderia W                  | 8        | 0         | 0     | 0  | 0      | 28     | 10.ª |
| 2022      | W Series                                             | Quantfury W Series Team     | 7        | 0         | 0     | 0  | 1      | 58     | 5.ª  |
| 2022      | Michelin Le Mans Cup - LMP3                          | CD Sport                    | 1        | 0         | 0     | 0  | 0      | 0      | NC   |
| 2022      | Ultimate Cup Series - Proto                          | Graff                       | 1        | 1         | 0     | 0  | 1      | 50     | 8.ª  |
| 2023      | Asian Le Mans Series - LMP3                          | Graff                       | 4        | 0         | 0     | 0  | 0      | 14     | 11.ª |
| 2023      | Le Mans Cup- LMP3                                    | 360 Racing                  | 7        | 0         | 0     | 0  | 0      | 30     | 10.ª |
| 2023      | Copa de Prototipos Alemana                           | Van Ommen Racing by DataLab | 2        | 0         | 0     | 0  | 1      | 26     | 20.ª |
| 2024      | European Le Mans Series - LMP3                       | DKR Engineering             | 3        | 0         | 1     | 0  | 1      | 19     | 14.ª |
| 2024      | FIA Motorsport Games - Kart Endurance                | Team Spain                  |          |           |       |    |        |        | 2.º  |
| Fuente:   |                                                      |                             |          |           |       |    |        |        |      |

## Resultados

### W Series
(Clave) (negrita indica pole position) (cursiva indica vuelta rápida)

| Año  | 1    | 2    | 3   | 4   | 5   | 6   | 7    | 8    | Pos. | Puntos | Ref.   |
| ---- | ---- | ---- | --- | --- | --- | --- | ---- | ---- | ---- | ------ | ------ |
| 2021 | RBR1 | RBR2 | SIL | HUN | SPA | ZAN | COA1 | COA2 | 10.ª | 28     | [ 20 ] |
| 2021 | 4    | 9    | 17† | 8   | 14  | 8   | 12   | 7    | 10.ª | 28     | [ 20 ] |
| 2022 | MIA1 | MIA2 | BAR | SIL | LEC | BUD | SIN  |      | 5.ª  | 58     |        |
| 2022 | 7    | 4    | 7   | 8   | 2   | 13  | 4    |      | 5.ª  | 58     |        |